# Nobile
Het predicaat Nobile (vaak afgekort tot Nob.) wordt gedragen door de ongetitelde Italiaanse en pauselijke adel. In Nederland bezit de familie Dreesmann het erfelijke predicaat. De zonen en dochters van de Romeins Graaf Willem Dreesmann droegen allen het predicaat, de oudste zoon en kleinzoon erfden de grafelijke titel.
De rang wordt in de adellijke hiërarchie tussen de titels van ridder en baron gerangschikt. De Italiaanse adel is met de monarchie afgeschaft, maar de titels en predicaten worden nog wel gebruikt.
De rangkroon van een Nobile, een gouden diadeem met vijf edelstenen en vijf zichtbare parels, werd in de 18e eeuw nog niet boven het wapen van een Nobile geplaatst. In de 19e eeuw werd het gebruik van deze kroon gebruikelijk.